# لي غودفري
لي غودفري (بالإنجليزية: Leigh Godfrey)‏ هي لاعبة كرة لينة أسترالية، ولدت في 26 أبريل 1989.